# アルベルティのフレーム

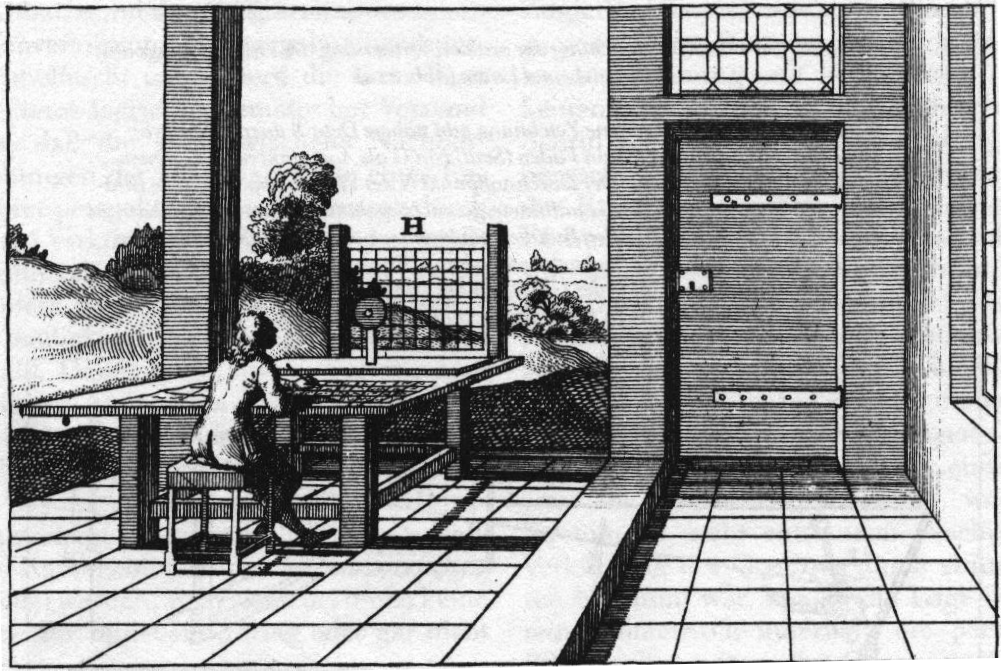
古い銅版画（エングレービング）に描かれたアルベルティのフレーム(1710年)

アルベルティのフレーム（Alberti's frame）、もしくはアルベルティのヴェール（Alberti's Veil）は、レオン・バッティスタ・アルベルティの著書『絵画論（De pictura）』において紹介された装置。ルネサンス時代にこの装置が発明されたことで、当時の絵画において正確な遠近法の描写が可能となった。

## 概要
「ヴェール（Veil）」の名称はラテン語の「Velum」に由来しており、カーテン・カンバス・ドレープ（ここでは四角の線が入った布の意味）などと言ったものを意味する。このヴェールは、画家と絵画の題材との間に「インターフェース」として張り渡され、3Dの対象物を2Dの図像として紙に描写するのを補助し、結果として上手に絵が描けるようになる。
アルベルティは、その著書『絵画論（De pictura）』(1435年/1436年)の第2巻においてこの装置を紹介し、グリッドを使用して対象物の大まかな構図を把握し、描画することで、対象物を紙の上に忠実に再現するための遠近法装置としてこの装置を定義した。この描写方法は、フレームを通して見た対象物の正像のアウトラインを平行投影された図像として手元の方眼紙に転写するもので、特に小型のカンバスでの利用が推奨される。
この装置は具体的には、木枠に取り付けられた透明な布で、描く対象物と画家の間に設置される。木枠に張り渡された布には、正方形のグリッド状に糸が織り込まれている。このグリッドは、絵画の主題を紙に転写するための基準点となり、この装置を使うことで、対象物を紙の上に可能な限り正確に再現することができる。図像の立体感に直結する幾何学的な短縮法（遠近法の一種。短縮遠近法）に関しては、特に上手に転写できるようになる。アルベルティの見解によると、自然物を可能な限りリアルに描写するという当時の絵画への期待は、このヴェールなしでは十分に満たされない、とのこと。

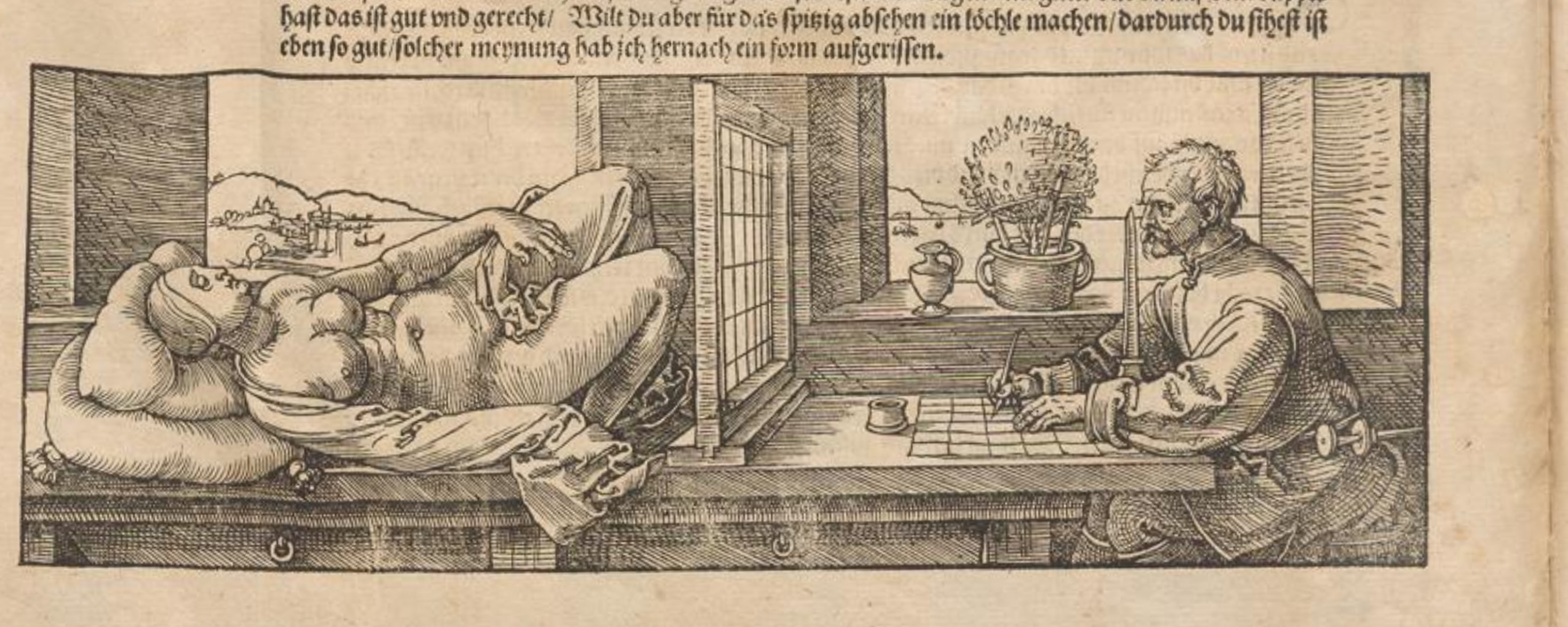
アルブレヒト・デューラー『横たわる裸婦を描く人』(1525年)

アルブレヒト・デューラーは後に（1525年）、この装置のイラストを木版画として制作し、絵画界にその知識を広めた。

## その他
- 現代の日本では、同様の役割を果たすプラスチック製の透視枠が「デッサンスケール（デスケ）」の名称で販売されている。

## 参照
1. ↑  Leon Battista Alberti (2002), Oskar Bätschmann und Sandra Gianfreda (ed.), Della Pittura – Über die Malkunst (ドイツ語), Darmstadt: Wiss. Buchgesellschaft, ISBN 3-534-15151-8。